# Epalzeorhynchos kalopterus
Espèce
Statut de conservation UICN

 LC  : Préoccupation mineure
Le Barbeau à belles nageoires (Epalzeorhynchos kallopterus) est un poisson de la famille des Cyprinidae. Il est originaire d'Asie de Sud-Est. Il mesure 15 cm de long et est omnivore.

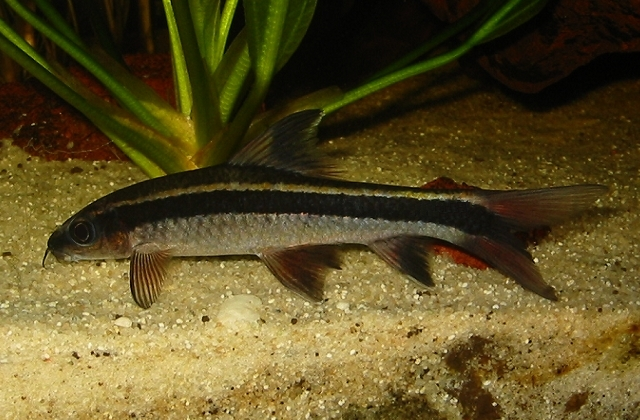

| Origine         | Asie du sud-est     | Eau           |                     |
| Dureté de l'eau | 5 à 8 °GH           | pH            | 6,5 à 7             |
| Température     | 24 à 28 °C          | Volume mini.  |                     |
| Alimentation    | algues et crustacés | Taille adulte | 5 à 15              |
| Reproduction    |                     | Zone occupée  | Milieu & Inférieure |
| Sociabilité     | solitaire           | Difficulté    | facile              |